# Jan Schotte

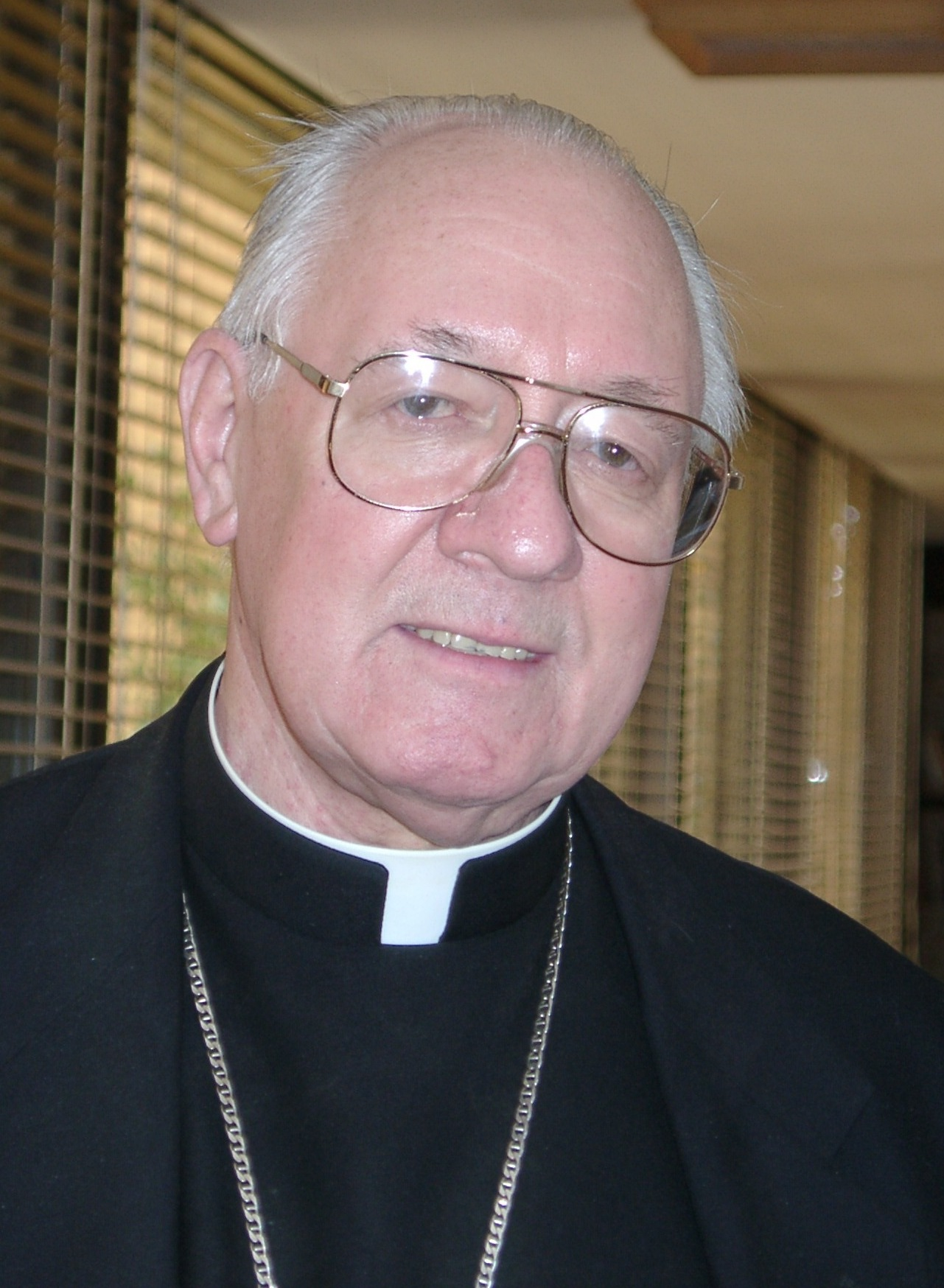
Jan Pieter Kardinal Schotte CICM

Jan Pieter Kardinal Schotte CICM (* 29. April 1928 in Beveren-Leie, Belgien; † 10. Januar 2005 in Rom) war ein Kurienkardinal der römisch-katholischen Kirche. Er war Generalsekretär der Bischofssynode und Präsident des Arbeitsamts des Apostolischen Stuhls.

## Leben
Jan Pieter Schotte trat 1946 bei den Scheutvelder Missionaren (CICM) ein und empfing am 3. August 1952 in Brüssel die Priesterweihe. Nach dem Studium des Kirchenrechts war er Subregens, Regens und Professor an verschiedenen Priesterseminaren in Belgien und den Vereinigten Staaten (1953–1966).
1967 kam er nach seiner Ernennung zum Generalsekretär seines Ordens nach Rom. Während dieser Zeit befasste er sich mit sozialen und internationalen Anliegen und hatte Leitungsämter in mehreren Organisationen und Kommissionen inne. Gleichzeitig war er im Dienst des Heiligen Stuhls tätig.
Am 20. Dezember 1983 wurde er zum Titularbischof von Silli ernannt und empfing am 6. Januar 1984 durch Papst Johannes Paul II. die Bischofsweihe. Am 24. April 1985 wurde er zum Generalsekretär der Bischofssynode ernannt und zum Erzbischof erhoben. Bei der Einrichtung des Arbeitsamts des Heiligen Stuhls (ULSA) am 14. April 1989 wurde er zu dessen Präsidenten ernannt. Im Konsistorium vom 26. November 1994 wurde er von Papst Johannes Paul II. zum Kardinaldiakon mit der Titeldiakonie San Giuliano dei Fiamminghi kreiert.
2002 wurde er am 2. Mai zum Mitglied der Kongregation für die Selig- und Heiligsprechungsprozesse, am 30. September der Päpstlichen Kommission für den Staat der Vatikanstadt und am 30. November der Güterverwaltung des Apostolischen Stuhls berufen. Als Generalsekretär der Bischofssynode war er bis zum 11. Februar 2004 tätig. In diesem Amt war er unter anderem für die Organisation der Kontinentalsynoden für Europa (1991 und 1999), Afrika (1994), Libanon (1995), Amerika (1997), Asien (1998) und Ozeanien (1998) verantwortlich. Er begleitete den Papst bei dessen Reisen in zahlreiche Länder und war Mitglied von Delegationen des Heiligen Stuhls bei verschiedenen internationalen Anlässen. Außerdem war er Mitglied verschiedener Kongregationen der römischen Kurie (für die Bischöfe, für die Evangelisierung der Völker und für die Selig- und Heiligsprechungsprozesse) und verschiedener Päpstlicher Kommissionen (für Lateinamerika, den Vatikanstaat, des obersten Gerichtshofs der Apostolischen Signatur, der Verwaltung der Güter des Apostolischen Stuhls).
Jan Schotte starb am 10. Januar 2005 in der Gemelli-Klinik in Rom. Er wurde in seiner Titelkirche San Giuliano dei Fiamminghi beigesetzt.